# Absalón de Lund

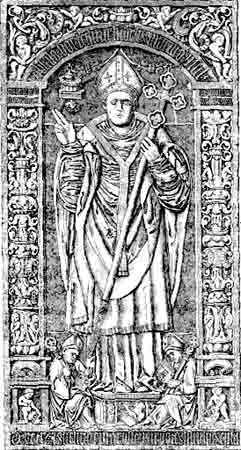
Estatua de Absalón en la iglesia del monasterio de Sorø.

Absalón o Axel (Fjenneslev, 1128 - Sorø, 21 de marzo de 1201) fue un político y religioso danés.
Segundo hijo del magnate Asser Rig Hvide, nació en Selandia y fue obispo de Roskilde de 1158 a 1191, después sucedió a Asser en el arzobispado de Lund, de 1177 a 1201, fue primado de Dinamarca y ministro de Valdemar I de Dinamarca, con el que fue educado. Ayudó al engrandecimiento de Copenhague.
Prelado luchador, libró a Dinamarca de las incursiones de los piratas y derrotó, en 1184 al duque de Pomerania.
Absalón murió en la abadía de Sorø el 21 de marzo de 1201, a los 73 años de edad, siendo enterrado en la misma. Anders Sunesen lo sucedió en el arzobispado de Lund.